# Maria Bestar

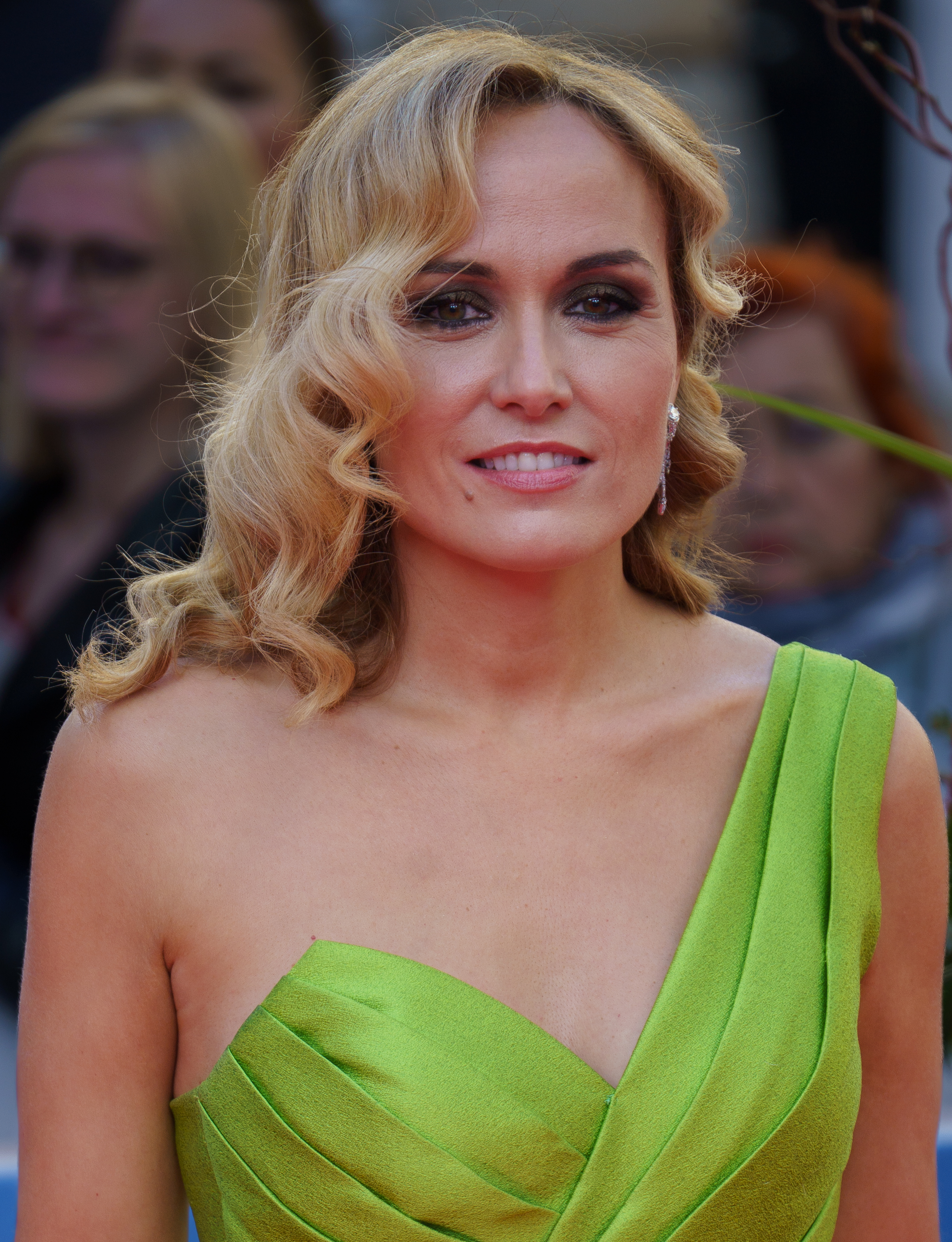
Maria Bestar (2025)

Maria Bestar (* 1981 in Madrid) ist eine spanische Popsängerin.

## Leben
Die Aufnahme eines ersten Demos erfolgte in Miami, während sie als Angestellte in einem Musikladen arbeitete. Aufgrund des Demos wurde sie 2000 von Sony Music unter Vertrag genommen.
Im Jahr 2001 wurde das von Raúl Toledo und Lester Mendez produzierte Debütalbums Maria Bestar veröffentlicht und als erste Single Pensando en ti ausgekoppelt. Airplay und Verkaufserfolge erreichten Album und Single vor allem in Lateinamerika. Es folgte eine Tour durch Mexiko, Chile und weitere lateinamerikanische Länder.
Nach ihrer Rückkehr nach Miami im Jahr 2002 begannen die Aufnahmen für das zweite Album, das unter dem Titel Sonambula 2004 veröffentlicht wurde. Schlagzeug spielt auf diesem Album Brendan Buckley. Sonambula konnte jedoch an den Erfolg des Debüts nicht anknüpfen.
Ihre musikalischen Eigenkompositionen sind beeinflusst von Classic Rock und Nueva Trova.

## Diskografie
- Maria Bestar (2001; Sony International)
- Sonambula (2004; EMI)
- Top Latino DVD (2002 Sony International), DVD Compilation mit "Pensando en ti" Video